# Risa (フリーアナウンサー)
Risa（リサ）は、日本のフリーアナウンサー、ラジオパーソナリティ、タレント、歌手、シンセサイザー奏者。
自らをシンセ女子と称し、音楽活動も行う。
元オフィスキイワード所属。関西外国語大学出身。

## 出演
- ラジオ関西『真夜中の音じゃらし』
- 映画 ナニワのシンセ界